# منتخب جورجيا تحت 19 سنة لكرة القدم
منتخب جورجيا تحت 19 سنة لكرة القدم هو ممثل جورجيا الرسمي في المنافسات الدولية في كرة القدم في فئة كرة قدم للرجال تحت 19 سنة، يديريه اتحاد جورجيا لكرة القدم.